# Vlad Zografi
Vlad Zografi (n. 1960, București) este un dramaturg și scriitor român contemporan.

## Biografie
În 1985 a absolvit Facultatea de Fizică a Universității din București. La sfârșitul lui 1990 obține o bursă în Franța, iar în 1994 își susține teza de doctorat în fizică la Universitatea Paris XI (Orsay). A publicat articole de fizică atomică teoretică în Physical Review, Physics Reports, Surface Science ș.a. Este de asemenea redactor la Editura Humanitas, prozator și traducător al lui Eugene Ionescu. 
Debutează în februarie 1990 în România literară. în perioada '90—'95 publică sporadic în Contrapunct, 22, România literară, Suplimentul Litere, Arte, Idei al Cotidianului și Memoria.
Prima sa carte, volumul de povestiri Genunchiul stîng sau genunchiul drept, apare la sfîrșitul lui 1993, la Editura Eminescu. Un an mai tîrziu, publică la Editura Albatros romanul Omul nou. Realizează (împreună cu Aurel Cioran) antologia Cioran și muzica, apărută la Editura Humanitas, în 1996.
Debutează în teatru cu volumul Isabela, dragostea mea (Editura Unitext, 1996). Una dintre cele trei piese ale volumului, Petru sau petele din soare, a primit Premiul Criticii — 1996 din partea Secției Române a Asociației Internaționale a Criticilor de Teatru — Fundația Teatru XXI.

Spectacolul cu piesa Orgasm, realizat de Studioul de Artă Contemporană „Toaca” din București, a fost prezentat în premieră mondială, în 2001, la Festivalul de teatru „West-Ostlicher Diwan” de la Halle.

## Opera

### Proză
- Genunchiul stâng sau genunchiul drept, povestiri, Editura Eminescu, 1993
- Omul nou, roman, Editura Albatros, 1994
- Petru, Editura Humanitas, 2007
- Infinitul dinăuntru, Editura Humanitas, 2012
- Efectele secundare ale vieții, Editura Humanitas, 2016
- Șapte octombrie, Editura Humanitas, 2018
- Supraviețuire, Editura Humanitas, 2021
- Insula de apoi, Editura Humanitas, 2025, ISBN 978-973-50-8782-1

### Teatru
- Petru sau petele din soare, ediția a II-a, Petru, Editura Humanitas, 2007
- Isabela, dragostea mea, Editura Unitext, 1996
- Oedip la Delphi, Editura Humanitas, 1997
- Regele și cadavrul (după Heinrich Zimmer), Editura All, 1998
- Viitorul e maculatură, Editura Humanitas, 1999
- America și acustica, Editura Humanitas, 2007
- Toate mințile tale, Editura Humanitas, 2011

### Volume colective
- Care-i faza cu cititul?, coord. de Liviu Papadima - Florin Bican, Paul Cernat, Ioan Groșan, Dan Lungu, Robert Șerban, Rodica Zane, Cezar Paul Bădescu, Laura Grunberg, Călin-Andrei Mihăilescu, Dan Sociu, Cristian Teodorescu, Călin Torsan, Ioana Bot, Mircea Cărtărescu, Fanny Chartres, Vasile Ernu, Bogdan Ghiu, Simona Popescu, Vlad Zografi, George Ardeleanu, Neaju Djuvara, Caius Dobrescu, Ioana Nicolaie, Ioana Pârvulescu, Doina Ruști; Ed. Art, 2010;
- Ce poți face cu două cuvinte, coord. de Liviu Papadima - Adina Popescu, Simona Popescu, Dan Sociu, Dan Stanciu, Grete Tartler, Florin Bican, Florin Dumitrescu, Matei Florian, Laura Grünberg, Ioana Nicolaie, Robert Șerban, Vlad Zografi, George Ardeleanu, Fanny Chartres, Adela Greceanu, Călin-Andrei Mihăilescu,Radu Paraschivescu, Doina Ruști; Ed. Art, 2012;
- Intelectuali la cratiță. Amintiri culinare și 50 de rețete - Gabriel Liiceanu, Adriana Babeți, Adriana Bittel, Ana Blandiana, Emil Brumaru, Mircea Cărtărescu, Marius Chivu, Livius Ciocârlie, Neagu Djuvara, Dan C. Mihăilescu, Ioana Nicolaie, Radu Paraschivescu, Ioana Pârvulescu, Oana Pellea, Monica Pillat, Andrei Pleșu, Tania Radu, Antoaneta Ralian, Grete Tartler, Vlad Zografi; Ed. Humanitas, 2012; [3]
- Cui i-e frică de computer?, coord. de Liviu Papadima - Florin Bican, Marius Chivu, Florin Dumitrescu, Ioana Nicolaie, Ioana Pârvulescu, Ion Manolescu, Liviu Ornea, Elena Vlădăreanu, Tudor Călin Zarojanu, Daniela Kluz, Doina Ruști, Ana Maria Sandu, Matei Sâmihăian, Fanny Chartres, Gruia Dragomir, Laura Grünberg, Vlad Zografi; Ed. Art, 2013;
- Cine sunt? Ce sunt? Concursul Humanitas în licee - Ioana Pârvulescu, Vlad Zografi, Andrei Cornea, Cătălin Strat; Ed. Humanitas, 2014;
- Cum să fii fericit în România, coord. de  Oana Bârna, texte de Gabriel Liiceanu, Ioana Pârvulescu, Radu Paraschivescu, Tatiana Niculescu, Anamaria Smigelschi, Andrei Pleșu, Adriana Bittel, Dan Tăpălagă, Jean A. Harris, Vlad Zografi, Clotilde Armand, Ariana Rosser Macarie, Andreea Răsuceanu, Andrei Cornea, Monica Pillat, Mihaela Coman, Horia-Roman Patapievici; Ed. Humanitas, 2017;